# まつむら眞弓
まつむら 眞弓（まつむら まゆみ、1960年11月11日 - ）は、兵庫県出身の女優。身長158.5cm、体重47kg。血液型はO型。東映京都撮影所の俳優部に所属。

## 略歴
東映京都俳優部に所属。ドラマ、映画、時代劇などに出演多数。主な出演作品に、映画『利休にたずねよ』『柘榴坂の仇討』『花戦さ』、ドラマ『特捜9』『おかしな刑事 京都 SP』『忠臣蔵狂詩曲No.5 中村仲蔵 出世階段』など。
京ことばによる怪談朗読劇の創作・上演をライフワークとしている。オリジナルの台本を制作し、時代劇の要素を取り入れた演出で、複数の登場人物を1人で演じ分ける。2010年に京福電鉄の嵐電車内にて初演。以降、全国各地で怪談朗読公演を行なう。2019年、アメリカ、カリフォルニア州サクラメントで初の海外公演。2022年「京都もののけ語りの会」を発足した。主な作品に「新選組異聞 怪談あかずの井戸」「近藤勇の花嫁」「椿の比丘尼もののけかたり」など。

## 主な出演歴

### 映画
- 信虎（2021年11月12日） - お西

### テレビドラマ
- 土曜ワイド劇場（テレビ朝日）
  - 狩矢父娘シリーズ
    - 第4作 「京都祇園殺人事件」（2003年6月14日） - 徳大寺美代子
    - 第7作 「京都花の艶殺人事件」（2006年4月8日） - 沢田真理
- 月曜ゴールデン（TBS）
  - 狩矢警部シリーズ
    - 第6作 「燃えた花嫁」（2009年2月2日） - 村松の隣人
    - 第12作 「京都香道殺人事件」（2012年11月19日） - 山野辺雪
- 日曜プライム（テレビ朝日）
  - おかしな刑事22 「京都スペシャル」（2020年1月19日） - 海野祥江
- 科捜研の女（テレビ朝日）
  - Season7 第6話（2006年8月17日） - 真山久美子
  - Season13 第10話（2013年11月21日） - 真壁
  - Season14 第8話（2014年12月4日） - 土浦裕子
  - Season17 第4話（2017年11月9日） - 根岸智津子
  - Season19 第25話（2019年12月19日） - 黒川栄子
  - Season19 最終話（2020年3月19日） - 根本佳枝
  - Season22 第3話（2022年11月1日） - 真村篤子
  - Season23 第5話（2023年9月13日） - 土橋由美
- その男、副署長 Season1 第7話（2007年6月7日、テレビ朝日） - 坂田由美
- 853〜刑事・加茂伸之介 第3話（2010年1月28日、テレビ朝日） - 小宮しほり
- おみやさん（テレビ朝日）
  - 第9シリーズ 第7話（2012年5月31日） - 木村史子
  - スペシャル 第2弾（2016年10月15日） - 今出川病院 看護師
- 大岡越前 第一期 第5回（2013年6月8日、NHK BSプレミアム） - お吉
- 出入禁止の女〜事件記者クロガネ〜 第3話 （2015年1月29日、テレビ朝日） - 坂井牧子
- 子連れ信兵衛（NHK BSプレミアム） - おまつ 
  - 子連れ信兵衛（2015年11月13日 - 12月18日）
  - 子連れ信兵衛2（2016年11月11日 - 12月23日）
- 遺留捜査（テレビ朝日）
  - 第5シーズン 第5話（2018年8月16日） - 外山ハルミ
  - スペシャル9（2019年12月1日） - 上野万理
  - 第6シーズン 第6話（2021年2月18日） - 足立信子
- 小吉の女房 第1シリーズ（2019年1月11日 - 3月1日、NHK BSプレミアム） - お清
- 特捜9 Season2 第4話（2019年5月1日、テレビ朝日） - 沢田葉子
- 三屋清左衛門残日録 第4作「新たなしあわせ」（2020年、時代劇専門チャンネル・BSフジ）
- 忠臣蔵狂詩曲No.5 中村仲蔵 出世階段（2021年、NHK BSプレミアム） ‐ お駒

### 朗読劇
- 2025年5月 京都アトリヱ・松田でピアノと香りで楽しむ音楽朗読劇「小野小町、ショパンを聞く」[7][8]
- 2024年7月 東京・港区立伝統文化交流館で「真夏の怪談」[9]
- 2024年1月 京都外国語大学・京都外国語短期大学 図書館イベント『耳で読む怪談・説話』[10]
- 2023年9月 東京・宗清寺怪談朗読会「椿の比丘尼もののけかたり三題」[6]